# Mistrzostwa Rosji w hokeju na lodzie
Mistrzostwa Rosji w hokeju na lodzie mężczyzn – rozgrywki hokeja na lodzie, prowadzone w celu wyłonienia najlepszej męskiej drużyny w Rosji.

## Historia
Do rozpadu Związku Radzieckiego (w tym czasie rozgrywano Mistrzostwa ZSRR). Następnie od 1992 przez cztery sezony funkcjonowały mistrzostwa pod nazwą Międzynarodowa Hokejowa Liga (MHL) w ramach Wspólnoty Niepodległych Państw. W 1996 powołano do życia jednolite mistrzostwa Rosji rozgrywane pod nazwą Superliga. W 2008 powołano nową ligę pod nazwą Kontynentalnej Hokejowej Ligi (KHL), która jednocześnie kontynuuje narodową mistrzowską klasę dla uczestniczących w niej drużyn rosyjskich.
W sezonie KHL (2013/2014) zaistniała sytuacja, w której do finału edycji dotarła drużyna nierosyjska HC Lev Praga (Czechy). Wskutek tego kolejność na trzech pierwszych miejscach w tym sezonie nie była tożsama z równoległym przyznaniem medali w ramach mistrzostw Rosji w hokeju na lodzie. Medale mistrzostw Rosji zostały przyznane trzem pierwszym zespołom rosyjskim w fazie play-off sezonu. W edycji KHL (2014/2015) przyjęto zasadę, w myśl której medale mistrzostw Rosji otrzymały trzy najlepsze zespoły sklasyfikowane po rundzie zasadniczej sezonu.
Edycja KHL 2019/2020 nie została dokończona z powodu pandemii COVID-19, po czym w lipcu 2020 Federacja Hokeja Rosji ogłosiła ustaloną kolejność drużyn w sezonie, przyznając medale mistrzostw Rosji.
Przed rozpoczęciem edycji 2024/2025 Federacja Hokeja Rosji i władz rozgrywek Wyższej Hokejowej Ligi podpisały umowę, zgodnie z którą ci ostatni otrzymali prawo organizacji mistrzostw Rosji, w związku z czym zwycięzca fazy play-off zostaje mistrzem Rosji i otrzymuje Puchar Mistrza Rosji (owe zastąpiło Puchar Pietrowa). W zwizku z tym tytuł mistrzowski zdobyła drużyna Torpedo-Gorki.

## Medaliści
| Rok                          | Złoty medal                  | Srebrny medal                        | Brązowy medal                                 |
| Międzynarodowa Hokejowa Liga | Międzynarodowa Hokejowa Liga | Międzynarodowa Hokejowa Liga         | Międzynarodowa Hokejowa Liga                  |
| ---------------------------- | ---------------------------- | ------------------------------------ | --------------------------------------------- |
| 1993                         | Dinamo Moskwa                | Łada Togliatti                       | Krylja Sowietow Moskwa / Traktor Czelabińsk   |
| 1994                         | Łada Togliatti               | Dinamo Moskwa                        | Traktor Czelabińsk                            |
| 1995                         | Dinamo Moskwa                | Łada Togliatti                       | Mietałłurg Magnitogorsk / Saławat Jułajew Ufa |
| 1996                         | Łada Togliatti               | Dinamo Moskwa                        | Awangard Omsk / Saławat Jułajew Ufa           |
| Superliga                    |                              |                                      |                                               |
| 1997                         | Torpedo Jarosław             | Łada Togliatti                       | Saławat Jułajew Ufa                           |
| 1998                         | Ak Bars Kazań                | Mietałłurg Magnitogorsk              | Torpedo Jarosław                              |
| 1999                         | Mietałłurg Magnitogorsk      | Dinamo Moskwa                        | Torpedo Jarosław                              |
| 2000                         | Dinamo Moskwa                | Ak Bars Kazań                        | Mietałłurg Magnitogorsk                       |
| 2001                         | Mietałłurg Magnitogorsk      | Awangard Omsk                        | Siewierstal Czerepowiec                       |
| 2002                         | Łokomotiw Jarosław           | Ak Bars Kazań                        | Mietałłurg Magnitogorsk                       |
| 2003                         | Łokomotiw Jarosław           | Siewierstal Czerepowiec              | Łada Togliatti                                |
| 2004                         | Awangard Omsk                | Mietałłurg Magnitogorsk              | Łada Togliatti                                |
| 2005                         | Dinamo Moskwa                | Łada Togliatti                       | Łokomotiw Jarosław                            |
| 2006                         | Ak Bars Kazań                | Awangard Omsk                        | Mietałłurg Magnitogorsk                       |
| 2007                         | Mietałłurg Magnitogorsk      | Ak Bars Kazań                        | Awangard Omsk                                 |
| 2008                         | Saławat Jułajew Ufa          | Łokomotiw Jarosław                   | Mietałłurg Magnitogorsk                       |
| Kontynentalna Hokejowa Liga  |                              |                                      |                                               |
| 2009                         | Ak Bars Kazań                | Łokomotiw Jarosław                   | Mietałłurg Magnitogorsk                       |
| 2010                         | Ak Bars Kazań                | HK MWD Bałaszycha                    | Saławat Jułajew Ufa                           |
| 2011                         | Saławat Jułajew Ufa          | Atłant Mytiszczi                     | Łokomotiw Jarosław                            |
| 2012                         | Dinamo Moskwa                | Awangard Omsk                        | Traktor Czelabińsk                            |
| 2013                         | Dinamo Moskwa                | Traktor Czelabińsk                   | SKA Sankt Petersburg                          |
| 2014                         | Mietałłurg Magnitogorsk      | Saławat Jułajew Ufa                  | Łokomotiw Jarosław                            |
| 2015                         | CSKA Moskwa                  | SKA Sankt Petersburg                 | Dinamo Moskwa                                 |
| 2016                         | Mietałłurg Magnitogorsk      | CSKA Moskwa                          | Saławat Jułajew Ufa                           |
| 2017                         | SKA Sankt Petersburg         | Mietałłurg Magnitogorsk              | Łokomotiw Jarosław                            |
| 2018                         | Ak Bars Kazań                | CSKA Moskwa                          | SKA Sankt Petersburg                          |
| 2019                         | CSKA Moskwa                  | Awangard Omsk                        | SKA Sankt Petersburg                          |
| 2020                         | CSKA Moskwa                  | Ak Bars Kazań i SKA Sankt Petersburg | Dinamo Moskwa                                 |
| 2021                         | Awangard Omsk                | CSKA Moskwa                          | Ak Bars Kazań                                 |
| 2022                         | CSKA Moskwa                  | Mietałłurg Magnitogorsk              | Traktor Czelabińsk                            |
| 2023                         | CSKA Moskwa                  | Ak Bars Kazań                        | SKA Sankt Petersburg                          |
| 2024                         | Mietałłurg Magnitogorsk      | Łokomotiw Jarosław                   | Awtomobilist Jekaterynburg                    |
| Wyższa Hokejowa Liga         |                              |                                      |                                               |
| 2025                         | Torpedo-Gorki                | Chimik Woskriesiensk                 | Dinamo Sankt Petersburg                       |

## Statystyka
| Lp. | Klub                       | Miejsca na podium | Miejsca na podium       | Miejsca na podium |   |   |
| --- | -------------------------- | ----------------- | ----------------------- | ----------------- | - | - |
| Lp. | Klub                       | 1.                | Mietałłurg Magnitogorsk | 6                 | 4 | 6 |
| 2.  | Dinamo Moskwa              | 6                 | 3                       | 2                 |   |   |
| 3.  | Ak Bars Kazań              | 5                 | 5                       | 2                 |   |   |
| 4.  | CSKA Moskwa                | 5                 | 3                       | 1                 |   |   |
| 5.  | Łokomotiw Jarosław         | 3                 | 3                       | 6                 |   |   |
| 6.  | Łada Togliatti             | 2                 | 4                       | 2                 |   |   |
|     | Awangard Omsk              | 2                 | 4                       | 2                 |   |   |
| 8.  | Saławat Jułajew Ufa        | 2                 | 1                       | 5                 |   |   |
| 9.  | SKA Sankt Petersburg       | 1                 | 2                       | 4                 |   |   |
| 10. | Torpedo-Gorki              | 1                 | 0                       | 0                 |   |   |
| 11. | Traktor Czelabińsk         | 0                 | 1                       | 4                 |   |   |
| 12. | Siewierstal Czerepowiec    | 0                 | 1                       | 1                 |   |   |
| 13. | Atłant Mytiszczi           | 0                 | 1                       | 0                 |   |   |
|     | HK MWD Bałaszycha          | 0                 | 1                       | 0                 |   |   |
|     | Chimik Woskriesiensk       | 0                 | 1                       | 0                 |   |   |
| 16. | Krylja Sowietow Moskwa     | 0                 | 0                       | 1                 |   |   |
|     | Mietałłurg Nowokuźnieck    | 0                 | 0                       | 1                 |   |   |
|     | Awtomobilist Jekaterynburg | 0                 | 0                       | 1                 |   |   |
|     | Dinamo Sankt Petersburg    | 0                 | 0                       | 1                 |   |   |